# Orientexpressen (musikgrupp)
Orientexpressen är en svensk musikgrupp inom världsmusik, med folkmusik från framför allt Ungern, Rumänien, Balkan och Turkiet på repertoaren. Gruppen bildades 1975 av Owe Ronström, Tommy Johansson och John Lundberg. 
Från 1982 har medlemmarna varit Owe Ronström (fiol, säckpipa), Hans Hurtig (dragspel, flöjter), Dan Lundberg (klarinett, flöjter), Anders Sjöberg (gitarr, bouzouki), John Lundberg (bas, gitarr), Anders Hammarlund (flöjter), Bo Nordenfelt (bas, gitarr) och Ismet Lolić (dragspel). Som gästartister har medverkat bland andra Kalman Balogh (cimbalom), Kostadin Varimezov (gajda), Jozsef Kozak (säckpipa och flöjt), Roar Engelberg (panflöjt) Lars Bo Kujahn (slagverk), Ziya Aytekin (zurna, mey), Rebecca Fors (sång), Zlatko Jevremović (sång) och Gunnel Mauritzson (sång).  
Under 1980- och 1990-talen turnerade gruppen flitigt i Sverige och i Norge, Danmark, Tyskland och Holland och genomförde dessutom i Rikskonserters regi ett stort antal skolturnéer i Sverige.
På gruppens album har Anders Hammarlund, Anders Lennmark, John Lundberg, Kalle Sjöström, Kemal Rastgeldi, Owe Ronström, Tommy Johansson, Hans Hurtig, Bo Pettersson (Nordenfelt), Dan Lundberg och Anders Sjöberg medverkat. 

## Diskografi
- 1979 – Orientexpressen (LP, Urspår URS 2)
- 1981 – Andra Resan (LP, Urspår URS 7)
- 1983 – I afton dans (Kassett, Origo 9003)
- 1986 – Rebecca Fors with Orientexpressen: Svart Sol (LP, Urspår, Origo ORIGO 1006)
- 1987 – Havanna Club (LP, Origo ORIGO 1007)
- 1990 – Fikret Çeşmeli & Yeni Sesler: Det förälskade molnet (LP, YS-001)
- 1993 – Balkanica (samlings-CD, Resource Records rescd 510)
- 1994 – Orientexpressive (CD-singel, OXCD 01)
- 1997 - Mahala! (Sjelvar Records 11)
- 2005 - En oavslutad historia (Sjelvar Records 17)